# Mars 5
Mars 5 (ros. Марс 5) – radziecka sonda kosmiczna wysłana w ramach programu Mars cztery dni po sondzie Mars 4 z podobnym zadaniem. Należała do typu M-73, podobnie jak trzy inne wystrzelone w 1973 roku sondy: Mars 4, Mars 6 i Mars 7.

## Misja
Wystrzelona 25 lipca 1973 roku sonda o masie 3440 kg w dniu 12 lutego 1974 roku została wprowadzona na orbitę okołomarsjańską o perycentrum 1760 km, a apocentrum 32 500 km. Nachylenie względem marsjańskiego równika wynosiło 35°. Jeden obieg dookoła Marsa dokonywała w ciągu 24 godzin i 53 minut, czyli w czasie niewiele dłuższym od doby marsjańskiej. W związku z tym sonda przesuwała się po tamtejszym „nieboskłonie” bardzo wolno, zaledwie o 3 stopnie na dobę. Badaniami objęto więc niewielki obszar Marsa. Obszar ten zaczynał się od pustyni Memnonia, ciągnął przez cieśninę Bosphorus, rejon Mare Erythaeum i Margaritifer Sinus, a kończył w okolicy Arabii.
Wkrótce po wejściu sondy na orbitę okołomarsjańską wykryto powolną dekompresję przedziału, w którym znajdowały się instrumenty naukowe, spowodowaną prawdopodobnie uderzeniem mikrometeoroidu. Z przeprowadzonych obliczeń wynikało, że przy takim tempie ucieczki powietrza sonda będzie działać przez około trzy tygodnie. W związku z tym program badań naukowych przyspieszono.
Aparatura sondy przeprowadziła badania składu atmosfery, pola magnetycznego, pola grawitacyjnego, promieniowania cieplnego oraz przekazała zdjęcia przy użyciu 2 kamer wyposażonych w filtry umożliwiające uzyskanie barwnych obrazów. Zdolność rozdzielcza wynosiła 100 m z odległości 2000 km. Za pomocą sondy otrzymano dane o temperaturze powierzchni Marsa. Maksymalna temperatura zmierzona w rejonie Claritas o godzinie 11:30 czasu miejscowego, wynosiła –1°C. Podczas zachodu Słońca obniżyła się do –43°C, a o godzinie 21 spadła do –73°C. Nie stwierdzono zależności między temperaturą a rzeźbą terenu (bardzo urozmaiconą w badanej okolicy).
Jednym z zadań Marsa 5 było uzyskanie szczegółowych obrazów obszarów, na których miały osiąść lądowniki kolejnych próbników. 
Ostatni kontakt z sondą nawiązano 28 lutego 1974, ciśnienie powietrza wewnątrz sondy spadło wtedy poniżej poziomu roboczego.